# Władysław Zbigniew Teisseyre
Władysław Zbigniew Teisseyre (ur. 10 sierpnia 1924 we Lwowie, zm. 28 marca 2021 w Otwocku) – polski naukowiec i technolog, powstaniec warszawski.

## Życiorys
Urodził się 10.08.1924 r. we Lwowie. Należał do znanej rodziny inteligenckiej, której polskie początki związane są z ucieczką protoplastki rodu z Francji ogarniętej Wielką Rewolucją. W Polsce są dwie linie rodziny Teisseyre – ich wspólnym przodkiem był Henryk Teisseyre (1826-1900). Władysław Zbigniew Teisseyre był jego wnukiem, a synem Jana Tesseyre, który był przyrodnim bratem (młodszym) Wawrzyńca Teisseyre. Władysław Zbigniew miał też przyrodnich braci (starszych) – Tadeusza i Zdzisława. Jego córkami są Małgorzata i Joanna.
Studia odbył na Politechnice Gdańskiej uzyskując tytuł zawodowy mgr inż. mechanik. Doktoryzował się na Wydziale Mechanicznym Technologicznym Politechniki Warszawskiej na podstawie rozprawy pt. „Badania i ocena stopnia realności wielkości wynikowych projektów technologicznych” (promotor prof. Tadeusz Puff). Na tym wydziale pracował w Instytucie Organizacji Zarządzania, a równolegle kolejno: w Przedsiębiorstwie Projektowania Budowy Zakładów Przemysłu Metalowego i Elektrotechnicznego, w Centralnym Ośrodku Badawczym Normalizacji, w Biurze Projektów Przemysłu Maszynowego BIPROMASZ. Aktywnie uczestniczył w pracach Towarzystwa Naukowego Organizacji i Kierowania oraz Stowarzyszenia Inżynierów Mechaników Polskich.
Jego aktywność zawodowa i naukowa dotyczyła zagadnień:
- wyboru procesu technologicznego za pomocą badań ekonomicznej efektywności inwestycyjnej z zastosowaniem rozwiązań informatycznych
- ekonomicznej efektywności inwestycji w funkcji wielkości produkcji i stopnia automatyzacji
- jednolitego systemu klasyfikacji konstrukcyjno-technologicznej przedmiotów produkcji
- normalizacji w klasyfikacjach przemysłowych
- zagadnień metodologicznych projektowania technicznego
- możliwości i celowości stosowania rozwiązań informatycznych w projektowaniu technologicznym.

Był prodziekanem Wydziału Mechanicznego Technologicznego Politechniki Warszawskiej w latach 1981–1987.
Uczestniczył w powstaniu warszawskim 1944 (pseudonim „Nurt”) – jednostka bojowa: Okręg Warszawski Armii Krajowej – I Obwód „Radwan” (Śródmieście) – 3. Rejon „Ratusz” – VI zgrupowanie Wojskowej Służby Ochrony Powstania – batalion „Bełt” – 1. kompania (dawna 31. kompania WSOP) – pluton „Wysocki” dowodzony przez Janusza Platowskiego oraz ppor. Bruno Bronisława Glancera “Bronisławski”.
Został pochowany na cmentarzu przy ul. Kopernika 1 w Otwocku, sektor IV, rząd E, grób nr 518.

## Stanowiska
- prodziekan Wydziału Mechanicznego Technologicznego Politechniki Warszawskiej (1981–1987)

## Członkostwa
- Światowy Związek Żołnierzy AK
- TNOiK
- SIMP